# Bokóvaia
Bokóvaia (en rus: Боковая ) és un poble (un possiólok) del krai de Perm, a Rússia, que el 2010 tenia 206 habitants.